# Kama Chinen
Kama Chinen (知念カマ), née le 10 mai 1895 dans la préfecture d'Okinawa (Japon) et morte le 2 mai 2010, était, à l'âge de 114 ans, la doyenne de l'humanité, du 11 septembre 2009 (date de la mort de l'américaine Gertrude Baines) à sa mort le 2 mai 2010. Elle était une des trente personnes les plus âgées de tous les temps, dont on a vérifié la date de naissance.

## Longévité
- Le 5 avril 2008, Kaku Yamanaka meurt et Kama Chinen devient la doyenne du Japon à l'âge de 112 ans et 331 jours.
- Le 22 novembre 2008, Kama Chinen entre dans la liste des 100 personnes les plus âgées de tous les temps, à l'âge de 113 ans et 197 jours.
- Le 11 septembre 2009, Gertrude Baines meurt et Kama Chinen devient, à l'âge de 114 ans et 124 jours, la doyenne de l'humanité.
- Le 6 avril 2010, Neva Morris meurt et Kama Chinen devient la dernière personne en vie née en 1895.
- Le 2 mai 2010, Kama Chinen meurt dans sa ville natale, huit jours seulement avant d'atteindre ses 115 ans, et la française Eugénie Blanchard  devient la doyenne de l'humanité.